# هاوکر سیدلی

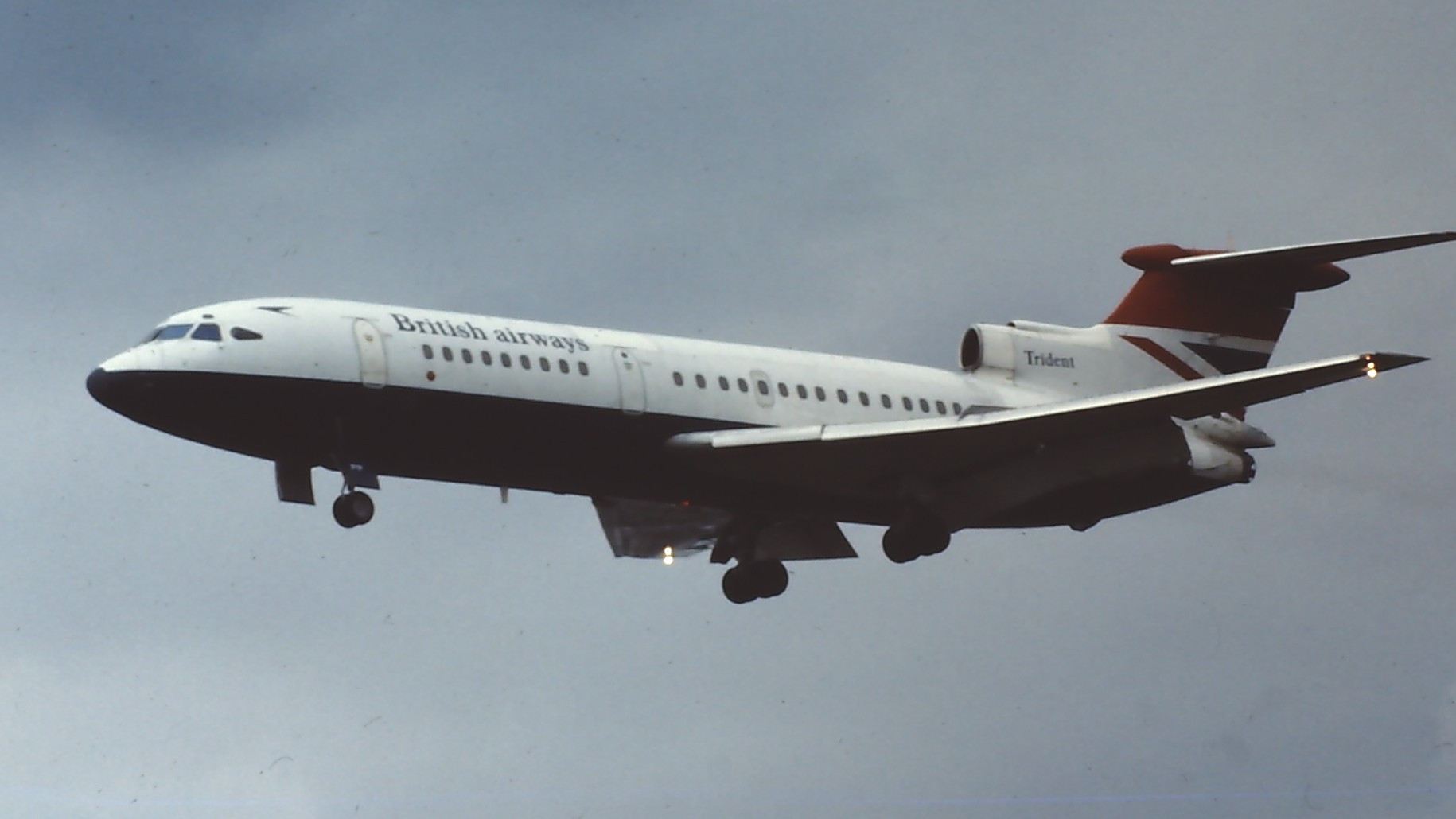
هواپیمای مسافربری تردینت از تولیدات هاوکر سیدلی

هاوکر سیدلی (به انگلیسی: Hawker Siddeley) یک گروه صنعتی بریتانیایی بود که از چندین شرکت تولیدی فعال در صنعت هواپیماسازی تشکیل می‌شد.

## تاریخچه
شرکت مهندسی با مسئولیت محدود هاوکر در سال ۱۹۲۰ تأسیس شده و در سال ۱۹۳۴ به شرکت هواپیمایی هاوکر تغییر نام داد. هاوکر در این سال از فرصت ناشی از رکود اقتصادی بزرگ دنیای صنعتی استفاده کرده و در سال ۱۹۳۵ با خرید چندین شرکت هواپیماسازی، گروه صنعتی هاوکر سیدلی را تأسیس کرد. این شرکت در سال ۱۹۷۷ شرکت هوافضای بریتانیا (بی‌ای‌ئی) را به عنوان یکی از اعضای مؤسس بنیان گذاشت و دوره فعالیت آن با نام هاوکر سیدلی به پایان رسید.

## تولیدات
تعدادی از موفق‌ترین و معروف‌ترین هواپیماهای انگلیسی همچون جنگنده فروصوت هاوکر هانتر (۱۹۵۱)، بلکبرن بوکانییر (۱۹۵۸)، جت عمودپرواز هریر (۱۹۶۶)، جت تمرینی/حمله سبک هاوک (۱۹۷۴) در کارخانه‌های هاوکر سیدلی و شرکت‌های زیرمجموعه آن تولید شدند. هاوکر سیدلی علاوه بر هواپیماسازی در زمینه‌های صنعتی دیگر از جمله موشک‌سازی، لوکوموتیوسازی و تولید موتورهای دیزلی هم فعالیت داشت.
موشک ضد رادار مارتل که با همکاری شرکت فرانسوی ماترا ساخته شد، موشک سطح‌به‌هوای دارت دریایی، موشک هوابه‌هوای فایرزتریک، ماهواره آزمایشی میراندا و موشک بالستیک بلو استریک که نسخه ای از آن به راکت فضاپیمابر اروپا تبدیل شد، از دیگر تولیدات این شرکت بریتانیایی بودند.